# サン・セバスティアン砦

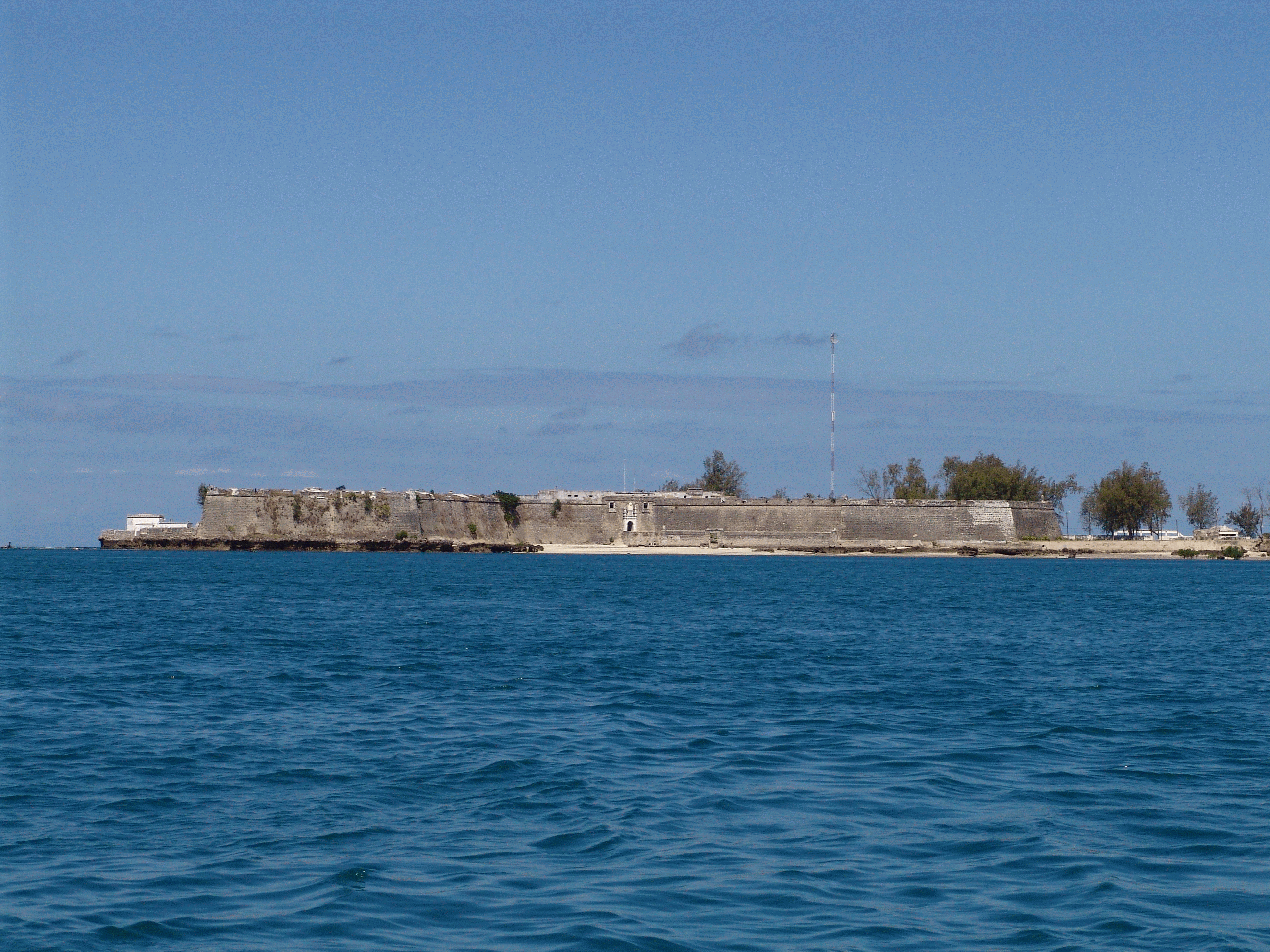
サン・セバスティアン砦

サン・セバスティアン砦は、モザンビーク島のストーンタウンの北端にある。サハラ以南アフリカに現存する中では最古の完全な砦である。ポルトガル人による建設は1558年に始まり、完成までに約50年かかった。砦のすぐ先には、1522年に建てられ、最近復元されたノッサ・セニョール・デ・バルアルテ礼拝堂がある。これは、南半球で最古のヨーロッパ建築だと考えられている。これは、モザンビークのマヌエル様式のアーチ型建築の最良のサンプルの1つでもある。

## 3D記録
2013年、ザマニプロジェクトは、3Dレーザースキャンでサン・セバスティアン砦を記録した  。ケープタウン大学（南アフリカ）の非営利研究グループは、有形文化遺産の3Dデジタル化を専門としている。ザマニプロジェクトによって生成されたデータは、研究、教育、修復、および保存に使用できる永続的な記録となる  。